# Kleine Galerie Wien

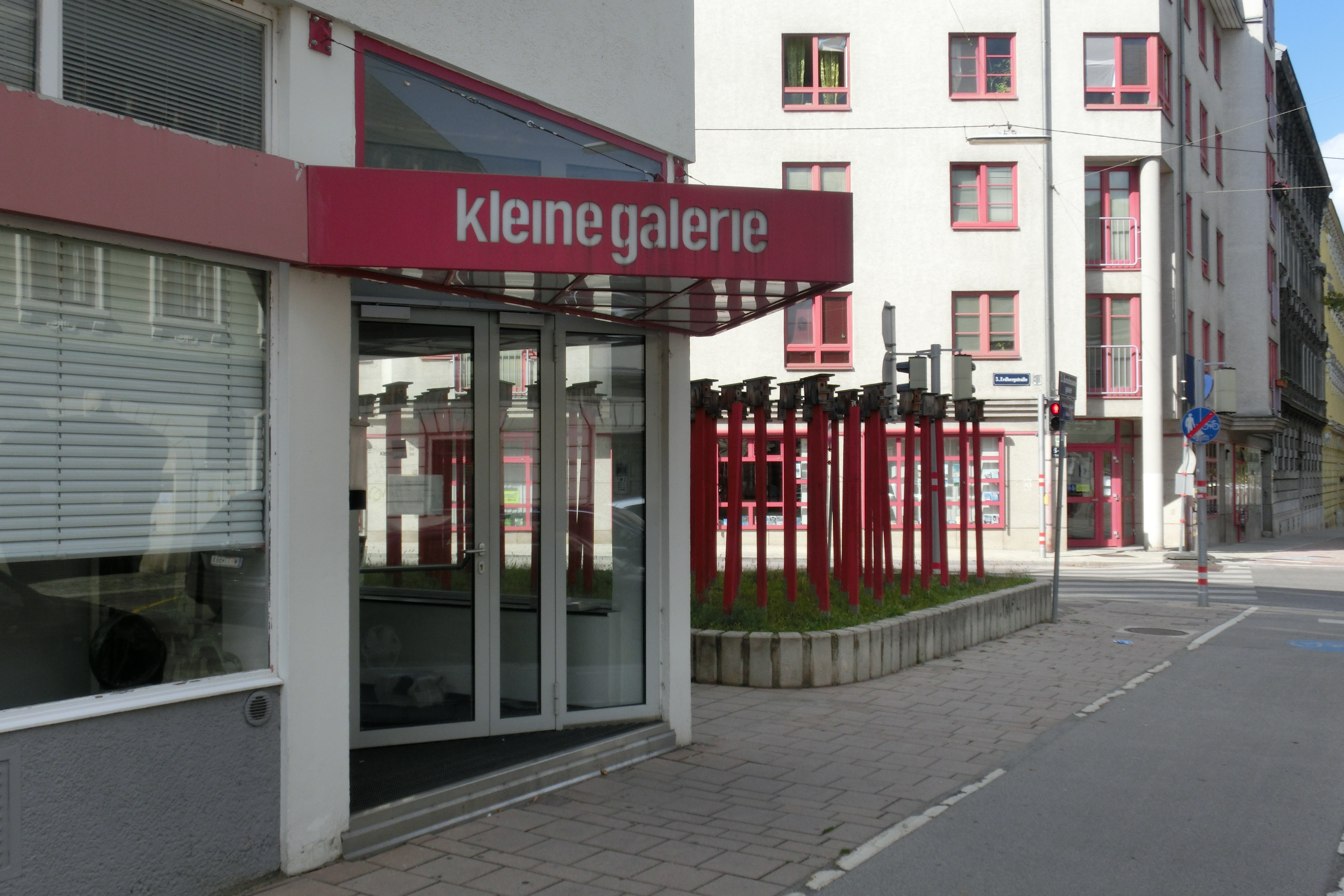
Die Kleine Galerie Wien in der Kundmanngasse

Die Kleine Galerie Wien ist eine Kunstgalerie der Volkshochschulen in Wien mit dem Standort in Wien-Landstraße.

## Geschichte
Die Galerie wurde im Jahre 1947 von Karl Gerstmayer (1899–1983) als Kleine Galerie für Schule und Heim in Wien-Josefstadt mit dem kommunistischen Wiener Kulturstadtrat Viktor Matejka gegründet und von der Wiener Volksbildung unterstützt. In den ersten zehn, fünfzehn Jahren wurde aus Kostengründen zumeist
Lithografien gezeigt. Für umgerechnet zwei Euro konnte man sich in den 1970er Jahren ein Leihbild für ein Monat auszuborgen. Von Anfang an wurde eine monatliche Zeitschrift geführt, bis 1979 kleine galerie, danach Wiener Kunsthefte genannt, wo Dieter Schrage, Otto Breicha, Peter Baum, Gerhard Habarta, Hubert Christian Ehalt, Viktor Matejka, u. a. schrieben. Unter der Direktion von Hans Muhr wurden Lesungen vom Literaturkreis Podium um Wilhelm Szabo, Alois Vogel und Alfred Gesswein organisiert. In den Kunstheften publizierten Autoren wie H.C. Artmann, Manfred Chobot, Peter Henisch, Hugo Huppert, Hermann Jandl, Albert Janetschek, Ernst Kein, Kurt Klinger, Erika Mitterer, Doris Mühringer, Franz Richter, Jutta Schutting, György Sebestyén, Wilhelm Szabo, Ilse Tielsch-Felzmann, Alois Vogel, Peter Paul Wiplinger.

## Leitung
- 1947–1970 Karl Gerstmayer
- 1971–1973 Hans Muhr
- 1973 Robert Schmitt
- 1973–1980 Erika Nemec
- 1980–1986 Peter Paul Wiplinger
- 1986–2005 Philipp Maurer
- 2007–2008 Doris Zametzer
- 2008–2020 Faek Rasul
- seit 2021 Barbara Mithlinger[4][5]

## Ausstellungen
2002
- Neue Druckgraphiken. Wolfgang Buchta, Michael Hedwig, Christoph Kiefhaber, Georg Lebzelter, Michael Schneider, Veronika Steiner, Stoimen Stoilov, Herwig Zens[6]

2012
- Hommage an Dieter Schrage. Gerda Fassel, Fritz Martinz, Kurt Philipp, Peter Dwořak, Josef Bernhardt, Alfred Biber, Lubomir Hnatovič.
- Jahresausstellung 2012 mit Adolf Frohner, Christina Gschwantner, Helmut Hable, Christoph Kiefhaber, Fritz Martinz, Susanne Riegelnik, Erika Seywald, Veronika Steiner, Barbara Szüts, Helmut Weiländer, Zamoa Daraga, Herwig Zens. Eröffnung mit Gemeinderat und Vorsitzender des Gemeinderatsausschusses für Kultur und Wissenschaft Ernst Woller, Einführung von Christian Kircher vom Wien Museum.

2013
- Jahresausstellung 2013 mit Adolf Frohner, Christina Gschwantner, Dorothee Köstlin, Fritz Martinz, Valentin Oman, Marina Seiler-Nedkoff, Marina Popovic Vojvodic, Peter Sengl, Petra Sandner, Erhard Stöbe, Linde Waber, Helmut Weiländer, Herwig Zens.

2014
- Figurativ modern. mit Wolfgang Horwath, Lucia Riccelli.
- Gras. Johannes Haider

2016
- Moderne Druckgrafik aus Österreich[7]